# Ilir Seitaj
Ilir Seitaj (ur. 1957) – albański szachista, mistrz międzynarodowy od 1991.

## Kariera szachowa
Od pierwszych lat 80. należy do ścisłej czołówki albańskich szachistów. Czterokrotnie zdobył złote medale indywidualnych mistrzostw Albanii (1983, 1991, 1999, 2009). Czterokrotnie brał udział w turniejach strefowych (eliminacji mistrzostw świata): w Kawali (1985), Ankarze (1995), Panormo (1998) i Erywaniu (2000).
Wielokrotnie reprezentował Albanię w turniejach drużynowych, m.in.:
- dziewięciokrotnie na olimpiadach szachowych (w latach 1984, 1988, 1990, 1994, 1998, 2002, 2004, 2010, 2012)[3],
- na drużynowych mistrzostwach Europy (w roku 2001)[4],
- dwukrotnie na drużynowych mistrzostwach Bałkanów (w latach 1984, 1994)[5].

Najwyższy ranking w karierze osiągnął 1 lipca 1992 r., z wynikiem 2425 punktów zajmował wówczas 2. miejsce (za Fatosem Muco) wśród albańskich szachistów.